# Peloropeodes
Peloropeodes is een vliegengeslacht uit de familie van de slankpootvliegen (Dolichopodidae).

## Soorten
- P. acuticornis (Van Duzee, 1926)
- P. apicales Harmston and Knowlton, 1946
- P. bicolor (Van Duzee, 1926)
- P. brevis (Van Duzee, 1926)
- P. cornuta (Van Duzee, 1926)
- P. discolor Robinson, 1964
- P. fuscipes (Van Duzee, 1926)
- P. magnicornis Harmston and Rapp, 1968
- P. meridionalis Parent, 1928
- P. pygidus Harmston and Rapp, 1968
- P. salax Wheeler, 1890